# Party Hard
Party Hard (укр. Гучна вечірка) — відеогра жанру стелс-бойовик, розроблена українською компанією Pinokl Games і видана TinyBuild. Вийшла для Microsoft Windows, MacOS та Linux 25 серпня 2015 року. Згодом, а саме 25 жовтня 2018 було випущено нову частину серії, Party Hard 2.

## Ігровий процес
Гра містить з десяток унікальних рівнів. Після вибору рівня деякі його деталі генеруються випадковим чином, створюючи можливість для повторного проходження. Після завантаження гравець з'являється біля входу в будівлю, комплекс будівель, в якому відбувається вечірка на 40-70 осіб. Задача полягає знищити їх всіх. Інструменти для виконання: можливість головного героя вбивати на близькій відстані ножем, велика кількість пасток (тимчасового і миттєвого, зонального і точкового знищення). Перешкоди: поліціянти (викликаються учасниками вечірки при виявленні трупа), охоронці (мають визначену траєкторію руху, при виявленні гравця біжать за ним до кінця їх зони й коли ловлять відправляють на перезавантаження), ФБРівці (суміш охоронців і поліціянтів, зустрічаються тільки на останньому рівні гри).

## Сюжет
В Party Hard ви граєте тим, хто дійсно втомився від шумних сусідів, які всю ніч відриваються на вечірці. Замість того, щоб викликати поліціянтів, персонаж гравця вирішує просто вбити їх всіх — використовуючи свій ніж і інші підручні методи. Персонаж виконуватиме серії вбивств на багатьох вечірках на території Сполучених Штатів Америки.

## Оцінки й відгуки
В цілому відеогра отримала змішані відгуки від критиків та більш-менш схвальні від гравців, зокрема на вебсайті-агрегаторі Metacritic, де Party Hard отримала 64 бали зі 100 від критиків та 7,5 бала з 10 від гравців.

## Сиквел
25 жовтня 2018 року в сервісі цифрової дистрибуції Steam було випущено Party Hard 2, яка є продовженням до першої частини серії. Загалом було оновлено графіку відеогри, змінено систему створення предметів, додано кілька нових механік, карт для проходження, персонажів тощо. Нова частина отримала кращі відгуки від критиків та гравців, зокрема на Metacritic, де Party Hard 2 здобула 76 балів зі 100 від критиків та 7,7 бала з 10 від гравців.